# Moshav Band
Moshav Band, ou simplesmente Moshav, é uma banda israelense que nasceu na moshav Mevo Modiim, uma aldeia musical localizada nas colinas entre Jerusalém e Tel Aviv. 

## História
Seu local de origem (moshav Mevo Modiim), fundado pelo falecido rabino Shlomo Carlebach, foi e continua sendo o berço de muitas canções judaicas apreciadas em todo o mundo. Os membros da banda estavam sob a orientação espiritual do rabino Shlomo Carlebach, imerso em seu mundo musical e freqüentemente realizando apresentações com a banda.
A banda Moshav atualmente é composta por Yehuda Solomon (vocal e percussão) e Duvid Swirsky (vocal e guitarra). Os ex-integrantes Yosef Solomon (baixo) e Karen Teperberg (bateria) voltaram a viver em Israel. Outros ex-integrantes incluem Meir Solomon (guitarra), Danny W (guitarra), Roy Kariok (guitarra) e Nimrod (violino). Meir se estabeleceu em Nova Iorque para concentrar-se em estudos religiosos e então retornou para Israel e atualmente vive em Jerusalém. Recentemente lançou seu álbum solo, "Mimizrach Shemesh". Roy Kariok está trabalhando como um guitarrista autônomo em Los Angeles e ainda toca com a banda em algumas oportunidades. Danny e Nimrod retornaram para Israel no verão de 2008 e se juntam a banda em suas apresentações em Israel.
Apesar dos membros terem crescido tocando juntos, a banda teve seu primeiro show oficial no Mike's Place de Jerusalém em 1996, realizado para um público composto essencialmente de estudantes estrangeiros americanos de várias yeshivas e da Universidade Hebraica. O organizador do evento, Sharon Goldman, não sabia como anunciar até o momento o ato sem nome e decidiu pelo simples nome "Moshav Band", e o nome pegou.
A partir daí, a banda começou a tocar em festivais e em ambientes íntimos do mundo inteiro. Projetos nos quais a banda Moshav tem desempenhado um papel essencial incluem o The Wake Up Tour (um projeto de renovação judaica Norte Americano) e o Israeli Block Parties, organizado para aumentar a consciência Judaica e Israelense. Hoje sediada em Los Angeles, a banda continua a realizar apresentações pelos EUA e pelo mundo.

## Discografia
- Days
- Things You Can't Afford
- Lost Time
- Return Again (2002)
- Malachim (2005)
- The Best of Moshav Band: Higher and Higher
- Misplaced (2006)
- Dancing In A Dangerous World (2010)